# Damares Alves
Damares Regina Alves (Paranaguá, 11 maart 1964) is een Braziliaanse advocaat, evangelische voorganger en politica. Van 1 januari 2019 tot 30 maart 2022 was zij minister van Vrouwen, Familie en Mensenrechten in de regering van president Jair Bolsonaro.

## Biografie
Alves is evangelisch pastor, was predikant van The Foursquare Church en is predikant van de Baptistenkerk van Lagoinha.
Ze studeerde rechten in São Carlos en behaalde de bachelorgraad. In 1995 sloot ze zich aan bij de Progressieve Partij, waarvan ze 25 jaar lid zou blijven. Vanaf het einde van de jaren negentig was ze gedurende 20 jaar juridisch medewerker van leden van het Nationaal Congres, onder andere van senator Magno Malta.

### Standpunten
In 2016 zei Alves op een evangelisch congres: "Het is tijd voor de kerk om de natie te zeggen dat we zijn gekomen; het is tijd voor ons om te regeren." In maart 2018 bekritiseerde ze feminisme in een interview: "Het lijkt of er oorlog is tussen mannen en vrouwen in Brazilië, dat is niet zo."

Ze is tegenstander van het toestaan van abortus en drugsgebruik. Ze pleit voor de belangen van het gezin en steunt het "Statuut van het kind", een voorstel dat onder andere het ongeboren kind beschermt en een beurs toe wil kennen aan verkrachte zwangere vrouwen. De Staat zou deze vrouwen moeten onderhouden tot bekend is wie de vader is en deze verantwoordelijk kan worden gehouden.

### Minister en senator
Op 1 januari 2019 werd Alves benoemd tot minister in de federale regering van de rechts-populistische president Jair Bolsonaro. Ze werd verantwoordelijk voor het nieuw gecreëerde ministerie van Vrouwen, Familie en Mensenrechten. Op haar benoeming werd door feministen, inheemse activisten en LGTB-vertegenwoordigers met verontwaardiging gereageerd. Ook de beslissing van Bolsonaro om het Fundação Nacional do Índio (FUNAI), de overheidsdienst voor inheemse volken, te verschuiven van het ministerie van Justitie naar dat van Alves (waarbij FUNAI's bevoegdheden overgeheveld werden naar het ministerie van Landbouw), veroorzaakte veel onrust.
Nadat Alvas haar partij Progressistas in 2020 verliet, sloot zij zich in 2022 aan bij Republicanos. Ze trad eind maart 2022 af als minister. Vanaf 1 februari 2023 zetelt ze namens het Federaal District in de Braziliaanse senaat.

### Persoonlijk leven
Damares Alves is gescheiden. Ze heeft een geadopteerde dochter, die inheems is. De adoptie vond plaats toen ze nog een kind was.